# Saison 1996-1997 de l'AJ Auxerre
Maillots
Chronologie
Saison précédente Saison suivante
Cette page présente la saison 1996-1997 de l'AJ Auxerre.

## Résumé de la saison

### En championnat
Après le doublé réalisé lors de la saison 1995-1996, l’AJA est qualifié pour la Ligue des Champions. Lors de l’intersaison, l’AJA vend Laurent Blanc à Barcelone, Martins à La Corogne et Christophe Cocard à l’Olympique Lyonnais. Pour compenser ces départs, l’AJA recrute Ned Zelic, Antoine Sibierski et Steve Marlet. Auxerre prête Guivarc’h à Rennes qui termine meilleur buteur de la saison avec 22 réalisations dont deux contre Auxerre: la première, lors de la 18e journée avec la victoire de Rennes (1-0), et la seconde, lors de la 36e journée, avec la défaite de Rennes, battu 4-1. Lachuer et Le Crom prêtés à Châteauroux remportent le championnat de France de D2. 
Auxerre réalise un bon début de championnat. Après 10 journées, l’AJA est 4e au classement avec quatre victoires, cinq nuls et une seule défaite. Sur sa lancée, le club se hisse même sur le podium de la 12e journée à la 17e journée. Pourtant deux journées plus tard, à l’issue des matchs allers, l’AJA n’est plus que 7e à la suite de deux défaites consécutives. Auxerre va alors se maintenir dans cette zone du classement pour se classer finalement à la 6e place. Auxerre se qualifie ainsi pour la Coupe Intertoto. 

### En Ligue des champions
En Ligue des Champions, le tirage au sort place l’AJA dans le groupe A en compagnie de l’Ajax Amsterdam (vainqueur en 1995, finaliste en 1996), des Glasgow Rangers et du Grasshopper Zürich. 
Lors de la première journée, l’AJA s’incline à domicile contre l’Ajax sur un but de Litmanen dès la 4e minute. Lors de la deuxième journée, Auxerre s’impose à Ibrox Park 2 buts à 1 grâce à un doublé de Thomas Deniaud qui était alors inconnu : en effet, 15 jours plus tôt, il évoluait encore avec la réserve auxerroise en National 2 contre Pacy-sur-Eure. Auxerre affronte ensuite le Grasshopper Zürich lors des 3e et 4e journée. Auxerre s’impose à domicile grâce à un nouveau but de Thomas Deniaud, mais perd à Zurich 3 buts à 1. Ce match fut toutefois entaché d’une tentative de corruption : l’ancien arbitre international suisse Kurt Röthlisberger est suspendu à vie par l’UEFA en mars 1997 pour avoir tenté de corrompre l’arbitre biélorusse de ce match. Afin de ne pas être éliminés, les auxerrois doivent s’imposer à Amsterdam. Auxerre, en proie au doute avant ce match car il n’a récolté qu'un seul point en trois matchs de championnat, réalise pourtant l’exploit de s’imposer 2 buts à 1 face à l’Ajax grâce à des buts de Diomède (11e) et Marlet (56e). Auxerre peut alors se contenter d’un match nul à domicile contre les Glasgow Rangers pour se qualifier pour les quarts de finale. Finalement, Auxerre fait mieux que le nul et gagne 2 buts à 1 grâce à des buts de Laslandes et Marlet en première mi-temps. 
En quart de finale, Auxerre hérite du Borussia Dortmund, tombeur de l’AJA en demi-finale de la Coupe UEFA 1992-1993. Dortmund est alors double champion d’Allemagne en titre et compte dans ses rangs le nouveau ballon d’or, Matthias Sammer. Le match aller a lieu à Dortmund : mené au score dès la 12e minute, Auxerre croit égaliser par Laslandes juste avant la mi-temps, mais l’arbitre espagnol, Garcia Aranda, qui semble dans un premier temps accorder le but, l’annule pour jeu dangereux. C’est le tournant du match car après la reprise Dortmund inscrit un second but (54e). Auxerre réduit l'écart à un quart d’heure de la fin mais encaisse un troisième but à la 83e minute. Après le match les Auxerrois sont très mécontents de la décision de l’arbitre; Laslandes déclare « On peut crier au scandale. Je tente un retourné et Kree se jette sur moi alors que le ballon est déjà au fond. Je ne le touche pas. À ce moment-là, je vois l’arbitre indiquer le centre du terrain et je laisse éclater ma joie. ». 
Au match retour Auxerre attaque tambour battant et se procure quatre occasions dans le premier quart d’heure. Auxerre n’arrive jamais à trouver la faille et à l’heure de jeu, il encaisse un but à la suite d'une frappe de Lars Ricken aux 25 mètres légèrement déviée par Philippe Violeau. Le score n’évoluera plus et l'AJ Auxerre est éliminé en quart de finale.

### En Coupe de France
En Coupe de France, Auxerre affronte en 32e de finale le petit poucet Vervins, un club de l’Aisne dont la ville compte 2900 habitants. Auxerre s’impose aisément 6 buts à 0. Le tour suivant Auxerre élimine Lens aux tirs au but après un score nul 0-0 pendant 120 minutes. En huitième de finale, l’AJA est éliminée par Troyes et son jeune entraîneur Alain Perrin. C’est la première fois, depuis sa montée en D1 en 1980, que l’AJA est éliminée par une équipe de division inférieure. 

### En Coupe de la Ligue
En Coupe de la Ligue, Auxerre s’incline dès le premier tour au Vélodrome sur le score de 3 buts à 2.

## Les dirigeants
- Président : Jean-Claude Hamel.
- Directeur administratif : Jean Edy.

## Le staff technique
- Directeur sportif : Guy Roux.
- Entraîneur : Guy Roux.
- Entraîneur adjoint : Dominique Cuperly.
- Responsable de la formation : Daniel Rolland.

## Sponsors
- Fimagest.
- TF1.
- Adidas.
- Uhlsport.

## Les mouvements
| Nom                | Nationalité   | Transfert | Provenance/Destination | Division   |
| Arrivées           |               |           |                        |            |
| Steve Marlet       | France        | ?         | Red Star               | Division 2 |
| Antoine Sibierski  | France        | ?         | Lille OSC              | Division 1 |
| Jean-Louis Valois  | France        | ?         | AS Lyon-Duchère        |            |
| Ned Zelic          | Australie     | ?         | Eintracht Francfort    |            |
| Retours de prêt    |               |           |                        |            |
| Laurent Ciechelski | France        | -         | FC Gueugnon            | Division 2 |
| Thomas Deniaud     | France        | -         | SCO Angers             |            |
| Départs            |               |           |                        |            |
| Christophe Cocard  | France        | ?         | Olympique lyonnais     | Division 1 |
| Laurent Blanc      | France        | ?         | FC Barcelone           | Liga       |
| Corentin Martins   | France        | ?         | Deportivo La Corogne   | Liga       |
| Didier Otokoré     | Côte d'Ivoire | ?         | CS Louhans-Cuiseaux    |            |
| Georges Moureaux   | France        | ?         | ES Fréjus              |            |
| Christophe Rémy    | France        | Libre     | sans club              |            |
| Prêts              |               |           |                        |            |
| Stéphane Guivarc'h | France        | -         | Stade rennais          | Division 1 |
| Yann Lachuer       | France        | -         | LB Châteauroux         | Division 2 |
| Ronan Le Crom      | France        | -         | LB Châteauroux         | Division 2 |

## Effectif
| N° | Nom                   | Poste     | Naissance  | Nationalité sportive* |
| 1  | Lionel Charbonnier    | Gardien   | 25-10-1966 | France                |
| 16 | Fabien Cool           | Gardien   | 28-09-1974 | France                |
| 30 | Ludovic Thebault      | Gardien   | 10-07-1980 | France                |
| 29 | Eric Assati           | Défenseur | 29-09-1974 | France                |
| 13 | Frédéric Danjou       | Défenseur | 28-09-1974 | France                |
| 2  | Alain Goma            | Défenseur | 28-09-1974 | France                |
| 24 | Jean-Sébastien Jaurès | Défenseur | 30-09-1977 | France                |
| 28 | Frédéric Jay          | Défenseur | 20-09-1976 | France                |
| 3  | Franck Rabarivony     | Défenseur | 15-11-1970 | France                |
| 20 | Johan Radet           | Défenseur | 24-11-1976 | France                |
| -  | David Recorbet        | Défenseur | 24-10-1976 | France                |
| 4  | Franck Silvestre      | Défenseur | 05-04-1967 | France                |
| 12 | Taribo West           | Défenseur | 26-03-1974 | Nigeria               |
| 5  | Ned Zelic             | Défenseur | 04-07-1971 | Australie             |
| 21 | Joël André            | Milieu    | 25-05-1972 | France                |
| 14 | Christian Henna       | Milieu    | 10-03-1972 | France                |
| 7  | Sabri Lamouchi        | Milieu    | 09-11-1971 | France                |
| 8  | Moussa Saïb           | Milieu    | 05-03-1969 | Algérie               |
| 10 | Antoine Sibierski     | Milieu    | 05-08-1974 | France                |
| 15 | Abdelhafid Tasfaout   | Milieu    | 11-02-1969 | Algérie               |
| 6  | Philippe Violeau      | Milieu    | 10-09-1970 | France                |
| 18 | Thomas Deniaud        | Attaquant | 31-08-1971 | France                |
| 11 | Bernard Diomède       | Attaquant | 23-01-1974 | France                |
| 9  | Lilian Laslandes      | Attaquant | 04-09-1971 | France                |
| 22 | Fabrice Lepaul        | Attaquant | 17-11-1976 | France                |
| 17 | Steve Marlet          | Attaquant | 10-01-1974 | France                |
| 23 | Jean-Louis Valois     | Attaquant | 15-10-1973 | France                |

## Matchs officiels
| Date     | Compétition   | Adversaire              | Lieu | Score             | Buteur AJA                                              | Class. | Public |
| -------- | ------------- | ----------------------- | ---- | ----------------- | ------------------------------------------------------- | ------ | ------ |
| 10 août  | L1-J01        | OGC Nice                | Ext. | 1-0               | Laslandes                                               | 6e     | 7 000  |
| 16 août  | L1-J02        | Lille OSC               | Dom. | 2-0               | Saïb, Sibierski                                         | 2e     | 9 000  |
| 24 août  | L1-J03        | Girondins de Bordeaux   | Ext. | 0-0               | -                                                       | 4e     | 26 076 |
| 27 août  | L1-J04        | Olympique de Marseille  | Dom. | 0-0               | -                                                       | 4e     | 22 000 |
| 3 sept.  | L1-J05        | RC Strasbourg           | Ext. | 1-2               | Saïb                                                    | 10e    | 14 621 |
| 6 sept.  | L1-J06        | SM Caen                 | Dom. | 2-0               | Saïb, Laslandes                                         | 5e     | 6 000  |
| 11 sept. | C1-J01        | Ajax Amsterdam          | Dom. | 0-1               | -                                                       | 3e     | 18 500 |
| 14 sept. | L1-J07        | AS Nancy-Lorraine       | Ext. | 0-0               | -                                                       | 7e     | 8 621  |
| 19 sept. | L1-J08        | FC Nantes               | Dom. | 2-2               | Laslandes, Diomède                                      | 7e     | 6 000  |
| 25 sept. | C1-J02        | Glasgow Rangers         | Ext. | 2-1               | Deniaud x2                                              | 3e     | 37 344 |
| 28 sept. | L1-J09        | Montpellier HSC         | Ext. | 0-0               | -                                                       | 7e     | 8 362  |
| 2 oct.   | L1-J10        | AS Monaco               | Dom. | 2-0               | Diomède, Petit c.s.c                                    | 4e     | 8 000  |
| 5 oct.   | L1-J11        | AS Cannes               | Ext. | 1-1               | Goma                                                    | 5e     | 5 159  |
| 12 oct.  | L1-J12        | RC Lens                 | Dom. | 1-0               | Sibierski                                               | 2e     | 10 000 |
| 16 oct.  | C1-J03        | Grasshopper-Club Zurich | Dom. | 1-0               | Deniaud                                                 | 2e     | 16 000 |
| 20 oct.  | L1-J13        | Paris SG                | Ext. | 1-1               | Sibierski                                               | 3e     | 39 885 |
| 25 oct.  | L1-J14        | Olympique lyonnais      | Dom. | 7-0               | Deniaud, Diomède, Saïb x2, Marlet, Sassus c.s.c, Lepaul | 3e     | 6 500  |
| 30 oct.  | C1-J04        | Grasshopper-Club Zurich | Ext. | 1-3               | Gren c.s.c                                              | 3e     | 19 200 |
| 2 nov.   | L1-J15        | Le Havre AC             | Ext. | 2-0               | Goma, Saïb                                              | 3e     | 14 829 |
| 6 nov.   | L1-J16        | FC Metz                 | Dom. | 2-3               | Marlet x2                                               | 3e     | 6 000  |
| 13 nov.  | L1-J17        | EA Guingamp             | Ext. | 0-0               | -                                                       | 3e     | 8 210  |
| 16 nov.  | L1-J18        | Stade rennais           | Ext. | 0-1               | -                                                       | 5e     | 14 199 |
| 20 nov.  | C1-J05        | Ajax Amsterdam          | Ext. | 2-1               | Diomède, Marlet                                         | 2e     | 51 000 |
| 23 nov.  | L1-J19        | SC Bastia               | Dom. | 1-2               | Lepaul                                                  | 7e     | 8 000  |
| 29 nov.  | L1-J20        | Lille OSC               | Ext. | 1-0               | Laslandes                                               | 6e     | 10 500 |
| 4 dec.   | C1-J06        | Glasgow Rangers         | Dom. | 2-1               | Laslandes, Marlet                                       | 1er    | 21 300 |
| 7 dec.   | L1-J21        | Girondins de Bordeaux   | Dom. | 2-1               | Laslandes, Lepaul                                       | 4e     | 11 000 |
| 10 dec.  | CL-1/16e      | Olympique de Marseille  | Ext. | 2-3               | Marlet x2                                               | -      | 12 000 |
| 15 dec.  | L1-J22        | Olympique de Marseille  | Ext. | 0-3               | -                                                       | 5e     | 18 000 |
| 20 dec.  | L1-J23        | RC Strasbourg           | Dom. | 0-1               | -                                                       | 7e     | 7 000  |
| 18 janv. | CF-1/32e      | Vervins                 | Ext. | 6-0               | Rabarivony, Saïb, Sibierski, Diomède, Laslandes x2      | -      | ?      |
| 26 janv. | L1-J24        | SM Caen                 | Ext. | 3-2               | Sibierski, Danjou, Laslandes                            | 7e     | 14 946 |
| 1er fev. | L1-J25        | AS Nancy-Lorraine       | Dom. | 1-0               | Laslandes                                               | 4e     | 5 000  |
| 8 fev.   | CF-1/16e      | RC Lens                 | Dom. | 0-0 a.p (5-4 tab) | -                                                       | -      | ?      |
| 13 fev.  | L1-J26        | FC Nantes               | Ext. | 0-0               | -                                                       | 5e     | 21 427 |
| 22 fev.  | L1-J27        | Montpellier HSC         | Dom. | 0-2               | -                                                       | 7e     | 8 000  |
| 1er mars | CF-1/8e       | ES Troyes AC            | Ext. | 0-1               | -                                                       | -      | ?      |
| 5 mars   | C1-1/4 aller  | Borussia Dortmund       | Ext. | 1-3               | Lamouchi                                                | -      | 48 000 |
| 9 mars   | L1-J28        | AS Monaco               | Ext. | 0-0               | -                                                       | 7e     | 5 000  |
| 14 mars  | L1-J29        | AS Cannes               | Dom. | 3-1               | Lamouchi, Laslandes x2                                  | 7e     | 6 000  |
| 19 mars  | C1-1/4 retour | Borussia Dortmund       | Dom. | 0-1               | -                                                       | -      | 21 500 |
| 22 mars  | L1-J30        | RC Lens                 | Ext. | 1-2               | Laslandes                                               | 7e     | 4 852  |
| 26 mars  | L1-J31        | Paris SG                | Dom. | 2-1               | Sibierski, Diomède                                      | 7e     | 12 500 |
| 5 avril  | L1-J32        | Olympique lyonnais      | Ext. | 0-2               | -                                                       | 7e     | 22 399 |
| 16 avril | L1-J33        | Le Havre AC             | Dom. | 2-0               | Silvestre, Saïb                                         | 7e     | 7 000  |
| 26 avril | L1-J34        | FC Metz                 | Ext. | 0-1               | -                                                       | 8e     | 15 284 |
| 30 avril | L1-J35        | EA Guingamp             | Dom. | 1-0               | Diomède                                                 | 7e     | 6 000  |
| 3 mai    | L1-J36        | Stade rennais           | Dom. | 4-1               | Lepaul, Diomède, Sibierski, Saïb                        | 6e     | 10 000 |
| 17 mai   | L1-J37        | SC Bastia               | Ext. | 1-2               | Lamouchi                                                | 7e     | 5 500  |
| 24 mai   | L1-J38        | OGC Nice                | Dom. | 3-1               | West, Lamouchi, Sibierski                               | 6e     | 7 000  |
| Date     | Compétition   | Adversaire              | Lieu | Score             | Buteur AJA                                              | Class. | Public |

## Bilan

### En championnat
L'AJ Auxerre termine à la 6e place du championnat avec 61 points avec 17 victoires, 10 nuls et 11 défaites. Auxerre a marqué 49 buts et en a encaissé 32 soit une différence de but de +17. 
- À domicile, Auxerre a inscrit 41 points avec 13 victoires, 2 nuls, 4 défaites. Elle bat : Lille (2-0), Caen (2-0), Monaco (2-0), Lens (1-0), Lyon (7-0), Bordeaux (2-1), Nancy (1-0), Cannes (3-1), Paris-SG (2-1), Le Havre (2-0), Guingamps (1-0), Rennes (4-1) et Nice (3-1). Elle fait match nul avec : Marseille (0-0) et Nantes (2-2). Elle perd contre : Metz (3-2), Bastia (2-1), Strasbourg (1-0) et Montpellier (2-0).
- À l'extérieur, Auxerre a pris 20 points avec 4 victoires, 8 nuls et 7 défaites. Elle bat : Nice (1-0), Le Havre (2-0), Lille (1-0) et Caen (3-2). Elle fait match nul avec : Bordeaux (0-0), Nancy (0-0), Montpellier (0-0), Cannes (1-1), Paris-SG (1-1), Guingamp (0-0), Nantes (0-0) et Monaco (0-0). Elle perd contre : Strasbourg (2-1), Rennes (1-0), Marseille (3-0), Lens (2-1), Lyon (2-0), Metz (1-0), Bastia (2-1).

### En coupe de France
Auxerre a été éliminé en huitième de finale par Troyes après avoir écarté Vervins en 1/32e et Lens en 1-16e de finale. 

### En Coupe de la Ligue
Auxerre a été éliminé en 1/16e de finale par l'Olympique de Marseille. 

### Bilan par joueur
| #  | Joueur                | Championnat | Championnat | Coupe de France | Coupe de France | Coupe de la Ligue | Coupe de la Ligue | Ligue des champions | Ligue des champions |        | Totaux | Totaux |
| #  | Joueur                | Matchs      | Buts        | Matchs          | Buts            | Matchs            | Buts              | Matchs              | Buts                | Matchs | Buts   |        |
| -- | --------------------- | ----------- | ----------- | --------------- | --------------- | ----------------- | ----------------- | ------------------- | ------------------- | ------ | ------ | ------ |
| 1  | Lionel Charbonnier    | 31          | 0           | 3               | 0               | 0                 | 0                 | 7                   | 0                   | 41     | 0      |        |
| 16 | Fabien Cool           | 9           | 0           | 1               | 0               | 1                 | 0                 | 1                   | 0                   | 12     | 0      |        |
| 29 | Eric Assati           | 6           | 0           | 0               | 0               | 1                 | 0                 | 3                   | 0                   | 10     | 0      |        |
| 13 | Frédéric Danjou       | 35          | 1           | 3               | 0               | 1                 | 0                 | 7                   | 0                   |        | 46     | 1      |
| 2  | Alain Goma            | 34          | 2           | 1               | 0               | 0                 | 0                 | 7                   | 0                   |        | 42     | 2      |
| 24 | Jean-Sébastien Jaurès | 1           | 0           | 0               | 0               | 0                 | 0                 | 0                   | 0                   |        | 1      | 0      |
| 28 | Frédéric Jay          | 2           | 0           | 0               | 0               | 0                 | 0                 | 1                   | 0                   |        | 3      | 0      |
| 3  | Franck Rabarivony     | 21          | 0           | 2               | 1               | 1                 | 0                 | 4                   | 0                   |        | 28     | 1      |
| 20 | Johan Radet           | 6           | 0           | 0               | 0               | 0                 | 0                 | 0                   | 0                   |        | 6      | 0      |
| -  | David Recorbet        | 0           | 0           | 2               | 0               | 0                 | 0                 | 0                   | 0                   |        | 2      | 0      |
| 4  | Franck Silvestre      | 25          | 1           | 3               | 0               | 1                 | 0                 | 4                   | 0                   |        | 33     | 1      |
| 12 | Taribo West           | 27          | 1           | 3               | 0               | 1                 | 0                 | 7                   | 0                   |        | 38     | 1      |
| 5  | Ned Zelic             | 12          | 0           | 0               | 0               | 0                 | 0                 | 2                   | 0                   |        | 14     | 0      |
| 21 | Joël André            | 1           | 0           | 0               | 0               | 0                 | 0                 | 0                   | 0                   |        | 1      | 0      |
| 14 | Christian Henna       | 21          | 0           | 3               | 0               | 0                 | 0                 | 6                   | 0                   |        | 30     | 0      |
| 7  | Sabri Lamouchi        | 27          | 3           | 2               | 0               | 0                 | 0                 | 5                   | 0                   |        | 34     | 3      |
| 8  | Moussa Saïb           | 33          | 8           | 3               | 1               | 0                 | 0                 | 8                   | 0                   |        | 44     | 9      |
| 10 | Antoine Sibierski     | 29          | 7           | 3               | 1               | 0                 | 0                 | 7                   | 0                   |        | 39     | 8      |
| 15 | Abdelhafid Tasfaout   | 17          | 0           | 1               | 0               | 1                 | 0                 | 3                   | 0                   |        | 22     | 0      |
| 6  | Philippe Violeau      | 29          | 0           | 2               | 0               | 1                 | 0                 | 7                   | 0                   |        | 39     | 0      |
| 18 | Thomas Deniaud        | 14          | 1           | 2               | 0               | 1                 | 0                 | 2                   | 3                   |        | 19     | 4      |
| 11 | Bernard Diomède       | 31          | 6           | 3               | 1               | 0                 | 0                 | 7                   | 1                   |        | 41     | 8      |
| 9  | Lilian Laslandes      | 27          | 10          | 3               | 2               | 1                 | 0                 | 5                   | 2                   |        | 36     | 14     |
| 22 | Fabrice Lepaul        | 17          | 4           | 0               | 0               | 1                 | 0                 | 3                   | 0                   |        | 21     | 4      |
| 17 | Steve Marlet          | 24          | 3           | 1               | 0               | 1                 | 2                 | 4                   | 2                   |        | 30     | 7      |
| 23 | Jean-Louis Valois     | 2           | 0           | 0               | 0               | 0                 | 0                 | 0                   | 0                   |        | 2      | 0      |

## Sources
- France Football, Guide de la saison 1996-1997, mardi 13 août 1996, n°2627, page 22.
- Gérard Ejnès, Le livre d'or du football 1997, Solar, 1997.
- Eugène Saccomano, Une saison de football 97, Edition°1, 1997.